# Hrvatska čitaonica Trsat
Hrvatska čitaonica Trsat je hrvatska kulturna ustanova u Rijeci, na Trsatu, Šetalište Joakima Rakovca 33.

## Osnovni podatci
Ponajprije je knjižničarska ustanova čija knjižnica sadrži oko 4500 raznih naslova beletristike, čiji znatan udio je namijenjen školskoj djeci. Čitaonica uz knjižnične prostore ima veliku salu s pozornicom, ozvučenjem, rasvjetom i grijanjem koja je pogodna za manifestacije, izložbe i priredbe te srednju i malu salu za sastanke.

## Povijest
Događaji koji su prethodili osnivanju sežu u sredinu 19. stoljeća. Zaredao je niz događaja kojim su Trsaćani iskazali hrvatstvo. Godine 1871. obilježili su 200. godišnjicu smaknuća Zrinskih i Frankopana. Godine 1876. obilježili su 800. obljetnicu krunjenja hrvatskog kralja Zvonimira. U tom duhu rodila se zamisao o čitaonici. Ugledniji Trsaćani su 1876. godine sastavili prva Pravila družtva narodne čitaonice Trsatske“ i od te godine čine se konkretni koraci na osnivanju. Čitaonica je formalno uređena 1887. godine.
Osnovana je 1877. godine. Utemeljena je da bi se u njoj okupljali rodoljubi i da bi bila sjedište hrvatskoga nacionalnog pokreta protiv tadašnje opasnosti od mađarskog imperijalizma. U Hrvatskoj čitaonici su se izdavale knjige, omogućavalo čitanje novina i organizirana su predavanja.
Od osnutka je čitaonica djelovala u školskoj zgradi. Prostor nije bio prikladan za tu namjernu pa se razmišljalo o vlastitom domu. Josip Linić je predložio na skupštini Društva od 15. siječnja 1893. godine da se sagradi vlastita zgrada. Dvije godine poslije Eugen Matković predložio je skupštini osnivanje građevnog odbora. Pristupilo se prikupljanju novca za gradnju. Pribavili su ga izdavanjem zadužnica (dionica). Članovi su se dogovorili da će dom podići na zemljištu Tonke Kućel i Josipa Linića. Toma Matković izradio je osnovu nacrta, a Mate Glavan troškovnik gradnje. Do skupštine 6. siječnja 1896. članovi su izviješćeni o napredovanju procesa i ocijenjeno je da su povoljni izgledi za osiguranje financijskih sredstava. Na skupštini 3. svibnja iste godine prihvaćeno je izvješće upravnog i Građevnog odbora o pripremama za gradnju. Donesena je odluka o pristupanju gradnji. Dioničari su potom potpisali i isplatili upisane dionice. Radi pomaganja financijskoj konstrukciji, odrekli su se svojih udjela u korist Čitaonice, a preostala financijska sredstva nabavljena su zajmom od Hrvatske hipotekarne banke u Sušaku. Zgrada čitaoničkog doma otvorena je 31. listopada 1897. godine. Djelo je domaćeg arhitekta Mate Glavana. Prvi predsjednik bio je mjesni trgovac i hrvatski rodoljub od mladih dana Josip Linić (Pepić), rođeni Trsaćanin. Hrvatski rodoljubi grupirani oko Čitaonice dovele su na Trsat mladoga i ambicioznog novinara i političara Frana Supila, koji je u Rijeci ostvario uspješnu karijeru. 1941. većina članova prišla je pokretu otpora talijanskoj okupaciji.
U prostorijama Hrvatske čitaonice osnovana je 17. prosinca 2018. godine udruga Primorski Hrvat iz grada Rijeke koja se bavi promicanjem hrvatske baštine, i čija je misija očuvanje i promicanje hrvatske tradicijske kulture, posebice u Rijeci, Hrvatskom primorju i Gorskom kotaru te prezentacija i popularizacija hrvatske baštine u domaćim, ali i europskim okvirima.

## Vanjske poveznice
- Hrvatska čitaonica Trsat  Arhivirana inačica izvorne stranice od 29. listopada 2020. (Wayback Machine)
- Facebook